# Ferdinand Grossmann
Ferdinand Grossmann, född den 4 juli 1887 i Tulin, Österrike, död den 5 december 1970 i Wien, var en österrikisk dirigent och kompositör.

## Biografi
Grossmann studerade musik i Linz för att några år senare delta i en dirigentutbildning under Felix Weingartner i Wien.
År 1923 bildade han Wiener Volkskonservatorium, en av föregångarna till Konservatorium Wien Privatuniversität. Han var 1939 – 45 ledare för Wiener Sängerknaben och grundade 1946 Wiener Akademiekammerchor. Dessutom verkade han som dirigent för Akademischen Orkesterverein och som kapellmästare för Wiener Hofmusikkapelle.
Grossmann har som kompositör gjort symfonier, kammarmusik, körverk och sånger.